# U-444 (tàu ngầm Đức)
U-444 là một tàu ngầm tấn công  Lớp Type VII thuộc phân lớp Type VIIC được Hải quân Đức Quốc Xã chế tạo trong Chiến tranh Thế giới thứ hai. Nhập biên chế năm 1942, nó chỉ thực hiện được hai chuyến tuần tra và không đánh chìm được mục tiêu nào trước khi bị các tàu khu trục Anh HMS Harvester và tàu corvette Pháp Tự do Aconit đánh chìm giữa Đại Tây Dương vào ngày 11 tháng 3, 1943.

## Thiết kế và chế tạo

### Thiết kế

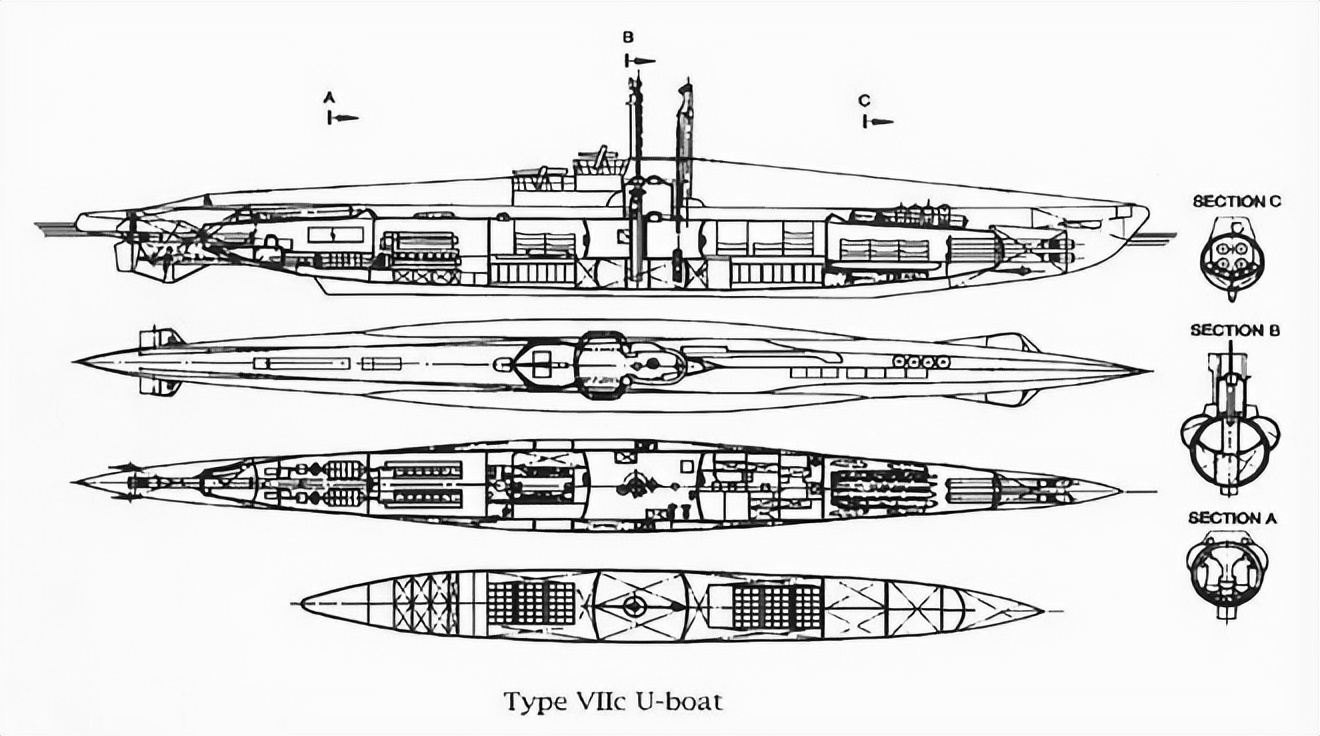
Sơ đồ các mặt cắt một tàu ngầm Type VIIC

Phân lớp VIIC của Tàu ngầm Type VII là một phiên bản VIIB được kéo dài thêm. Chúng có trọng lượng choán nước 769 t (757 tấn Anh) khi nổi và 871 t (857 tấn Anh) khi lặn). Con tàu có chiều dài chung 67,10 m (220 ft 2 in), lớp vỏ trong chịu áp lực dài 50,50 m (165 ft 8 in), mạn tàu rộng 6,20 m (20 ft 4 in), chiều cao 9,60 m (31 ft 6 in) và mớn nước 4,74 m (15 ft 7 in).
Chúng trang bị hai động cơ diesel Germaniawerft F46 siêu tăng áp 6-xy lanh 4 thì, tổng công suất 2.800–3.200 PS (2.100–2.400 kW; 2.800–3.200 bhp), dẫn động hai trục chân vịt đường kính 1,23 m (4,0 ft), cho phép đạt tốc độ tối đa 17,7 kn (32,8 km/h), và tầm hoạt động tối đa 8.500 nmi (15.700 km) khi đi tốc độ đường trường 10 kn (19 km/h). Khi đi ngầm dưới nước, chúng sử dụng hai động cơ/máy phát điện Garbe, Lahmeyer & Co. RP 137/c  tổng công suất 750 PS (550 kW; 740 shp). Tốc độ tối đa khi lặn là 7,6 kn (14,1 km/h), và tầm hoạt động 80 nmi (150 km) ở tốc độ 4 kn (7,4 km/h). Con tàu có khả năng lặn sâu đến 230 m (750 ft).
Vũ khí trang bị có năm ống phóng ngư lôi 53,3 cm (21 in), bao gồm bốn ống trước mũi và một ống phía đuôi, và mang theo tổng cộng 14 quả ngư lôi, hoặc tối đa 22 quả thủy lôi TMA, hoặc 33 quả TMB. Tàu ngầm Type VIIC bố trí một hải pháo 8,8 cm SK C/35 cùng một pháo phòng không 2 cm (0,79 in) trên boong tàu. Thủy thủ đoàn bao gồm 4 sĩ quan và 40-56 thủy thủ.

### Chế tạo
U-444 được đặt hàng vào ngày 13 tháng 4, 1940, và được đặt lườn tại xưởng tàu Schichau-Werke ở Danzig (nay là Gdańsk thuộc Ba Lan) vào ngày 10 tháng 2, 1941. Nó được hạ thủy vào ngày 26 tháng 2, 1942, và nhập biên chế cùng Hải quân Đức Quốc Xã vào ngày 9 tháng 5, 1942 dưới quyền chỉ huy của Hạm trưởng, Trung úy Hải quân Albert Langfeld.

## Lịch sử hoạt động
Trong giai đoạn huấn luyện trong thành phần Chi hạm đội U-boat 8, chiếc tàu ngầm mắc tai nạn húc phải và làm đắm tàu ngầm U-612 trong biển Baltic vào ngày 6 tháng 8, 1942. Sau khi hoàn tất việc huấn luyện, U-444 được điều sang Chi hạm đội U-boat 3 từ ngày 1 tháng 1, 1943 để hoạt động trên tuyến đầu cho đến khi bị mất.

### Chuyến tuần tra thứ nhất
U-444 khởi hành từ cảng Kiel, Đức vào ngày 17 tháng 12, 1942 cho chuyến tuần tra đầu tiên trong chiến tranh. Nó tiến ra Bắc Hải, rồi băng qua khe GI-UK giữa quần đảo Faroe và Iceland để vòng qua quần đảo Anh và hoạt động tại khu vực Trung tâm Bắc Đại Tây Dương. Nó không đánh chìm được mục tiêu nào, nên đã kết thúc chuyến tuần tra và đi đến cảng La Pallice tại La Rochelle, bên bờ Đại Tây Dương của Pháp đã bị Đức chiếm đóng, đến nơi vào ngày 3 tháng 2, 1943.

### Chuyến tuần tra thứ hai – Bị mất
U-444 xuất phát từ cảng La Pallice vào ngày 1 tháng 3 cho chuyến tuần tra thứ hai, cũng là chuyến cuối cùng, để tiếp tục hoạt động tại vùng biển giữa Đại Tây Dương. Ở vị trí về phía Tây Ireland vào ngày 11 tháng 3, nó bị các tàu khu trục Anh HMS Harvester và tàu corvette Pháp Tự do Aconit thả mìn sâu, đánh chìm tại tọa độ 51°14′B 29°18′T / 51,233°B 29,3°T. 41 thành viên thủy thủ đoàn của U-444 đã tử trận, chỉ có bốn người sống sót được cứu vớt và bị bắt làm tù binh chiến tranh.

### "Bầy sói" tham gia
U-444 từng tham gia ba bầy sói:
- Falke (28 tháng 12, 1942 – 19 tháng 1, 1943)
- Landsknecht (19 – 24 tháng 1, 1943)
- Neuland (8 – 11 tháng 3, 1943)